# Neea parimensis
Neea parimensis är en underblomsväxtart som beskrevs av Julian Alfred Steyermark. Neea parimensis ingår i släktet Neea och familjen underblomsväxter. Inga underarter finns listade i Catalogue of Life.